# Bahnhof Kō
Der Bahnhof Kō (jap. 国府駅, Kō-eki) ist ein Bahnhof auf der japanischen Insel Honshū. Er wird von der Bahngesellschaft Meitetsu (Nagoya Tetsudō) betrieben und befindet sich in der Präfektur Aichi auf dem Gebiet der Stadt Toyokawa südöstlich von Nagoya.

## Verbindungen
Kō ist ein Trennungsbahnhof an der Meitetsu Nagoya-Hauptlinie, der wichtigsten Bahnstrecke der Gesellschaft Meitetsu, die von Toyohashi über Nagoya nach Gifu führt. Von dieser zweigt die Meitetsu Toyokawa-Linie ab, die innerhalb der Stadt Toyokawa eine Verbindung zur Iida-Linie herstellt.
Auf der Nagoya-Hauptlinie gibt es zwei Gattungen von Eilzügen, die sich durch die Anzahl der bedienten Zwischenbahnhöfe unterschieden. Am schnellsten sind die Rapid Limited Express, die viertelstündlich von Toyoashi über Chiryū nach Meitetsu Nagoya und von dort aus abwechselnd nach Meitetsu Gifu oder Shin-Unuma verkehren. Zusätzliche Halte legen die halbstündlich verkehrenden Express ein. Sie verbinden Toyohashi mit Meitetsu Nagoya und Meitetsu Ichinomiya. Nahverkehrszüge mit Halt an allen Bahnhöfen fahren im Halbstundentakt zwischen Ina und Higashi-Okazaki. Ebenfalls einen Halbstundentakt bieten Nahverkehrszüge auf der Meitetsu Toyokawa-Linie nach Toyokawa-Inari an. Während der Verkehrszeiten#Hauptverkehrszeit kommen umsteigefreie Express-Eilzüge von Toyokawa über Kō, Chiryū und Meitetsu Nagoya nach Meitetsu Ichinomiya hinzu.
Bushaltestellen befinden sich auf dem westlichen Bahnhofsvorplatz. Dort verkehren vier Linien des Toyokawa City Community Bus und eine weitere von Meitetsu Bus.

## Anlage
Der Bahnhof steht an der Grenze zwischen den Stadtteilen Shinsakaemachi im Westen und Kubochō im Osten. Etwa 100 Meter westlich verläuft die Nationalstraße 1, die von mehreren Geschäften gesäumt wird. Ansonsten wird die Gegend durch Wohnviertel und ein Krankenhaus geprägt. Die Anlage ist annähernd von Nordwesten nach Südosten ausgerichtet und umfasst sechs Gleise, die alle dem Personenverkehr dienen. Diese liegen an drei überdachten Mittelbahnsteigen, wobei der mittlere etwas länger ist als die beiden anderen. Hinzu kommen drei Abstellgleise am nördlichen Ende. Über die gesamte Anlage spannt sich das Empfangsgebäude in Form eines Reiterbahnhofs, an der Westseite ergänzt um einen angebauten Eingangspavillon.
Bei den Abstellgleisen befand sich ab 1945 ein Depot zur Wartung der 600-V-Triebwagen, die auf der Toyokawa-Linie im Einsatz waren. Als die Meitetsu im Dezember 1953 die Oberleitungsspannung auf 1500 V erhöhte, wurde das Depot nicht mehr benötigt und im Mai 1954 stillgelegt. Stattdessen entstand dort ein Unterwerk.
Im Fiskaljahr 2017 nutzten durchschnittlich 5113 Fahrgäste täglich den Bahnhof.

## Bilder

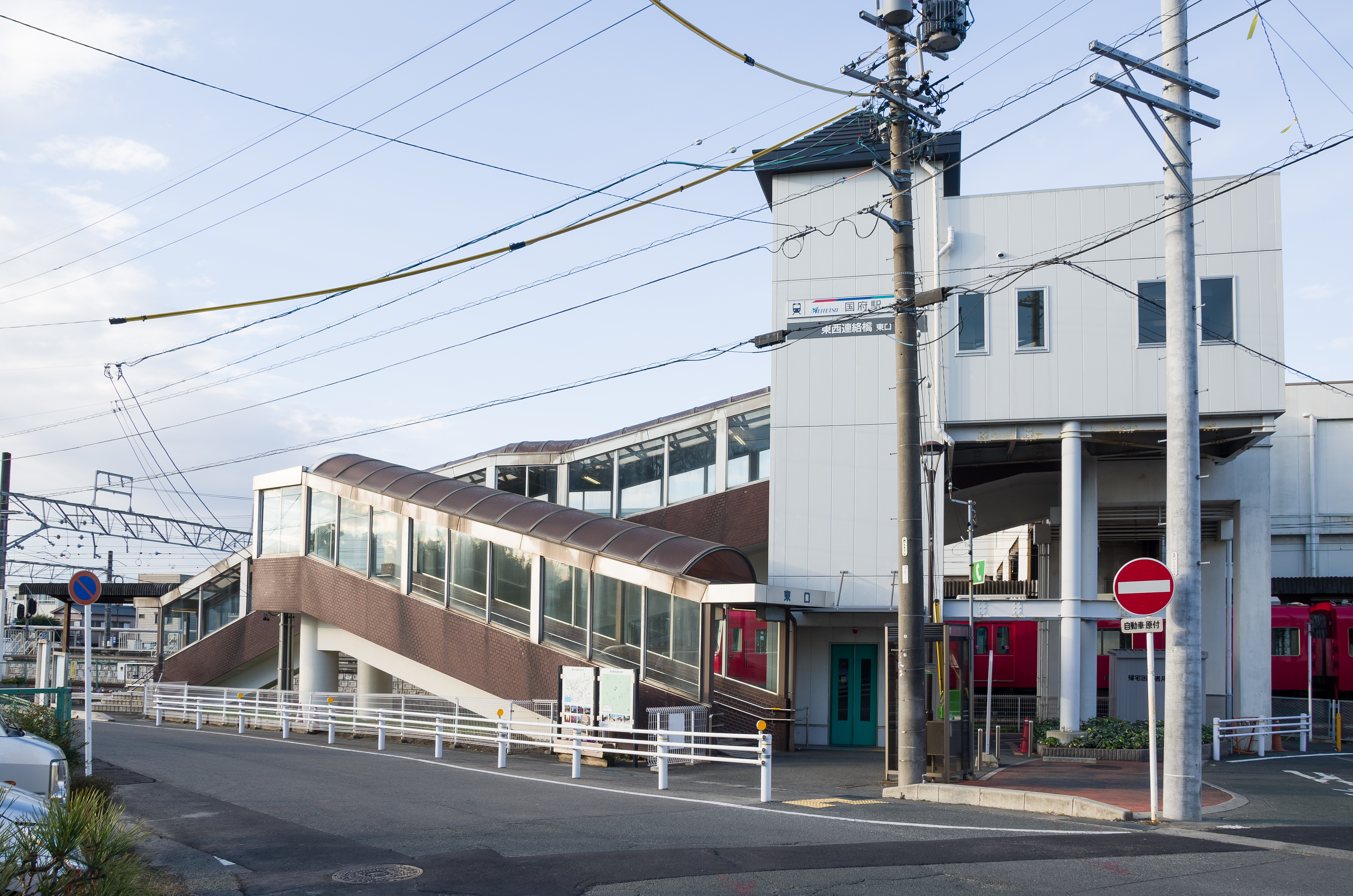
Osteingang
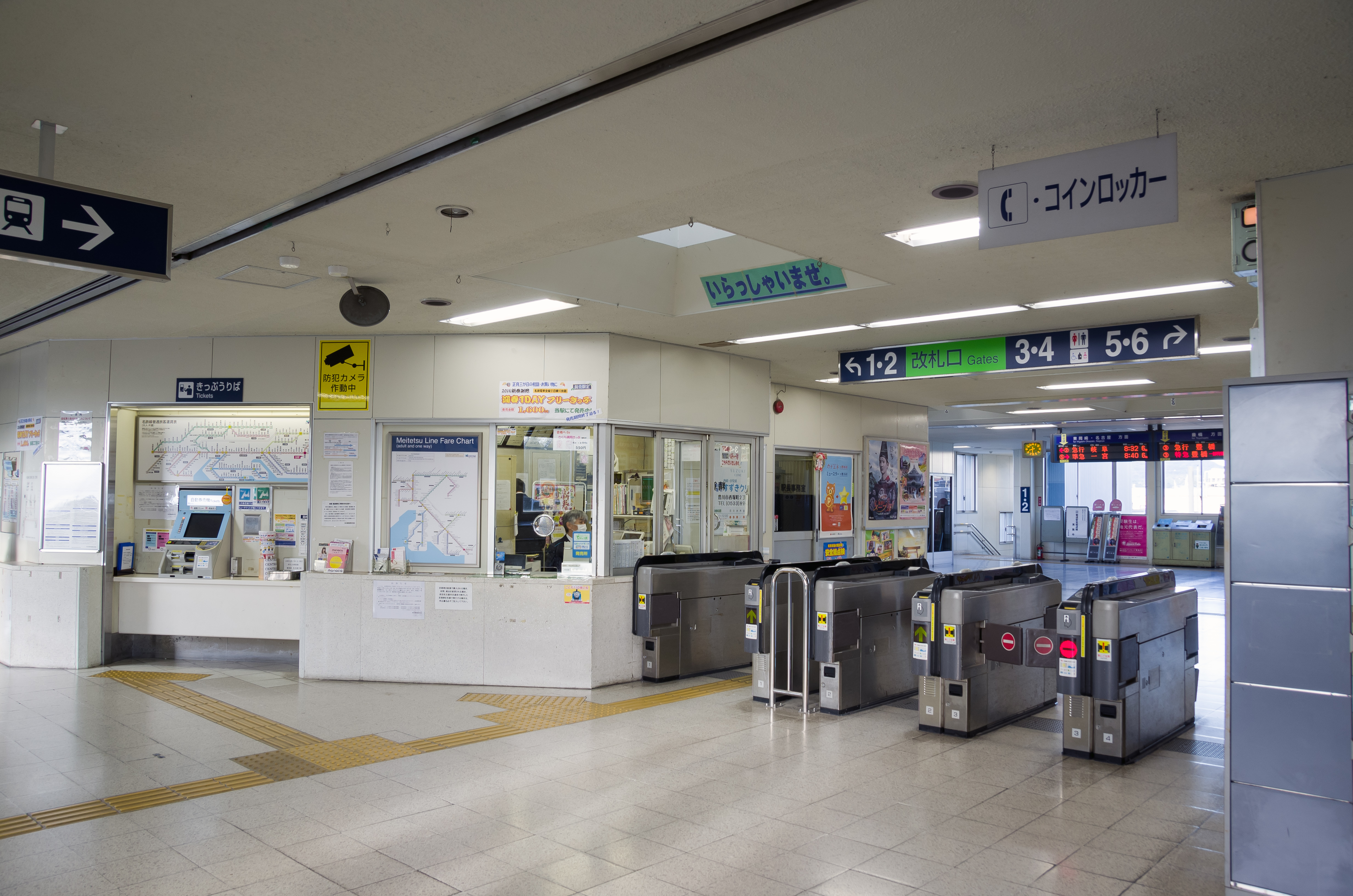
Bahnsteigsperren
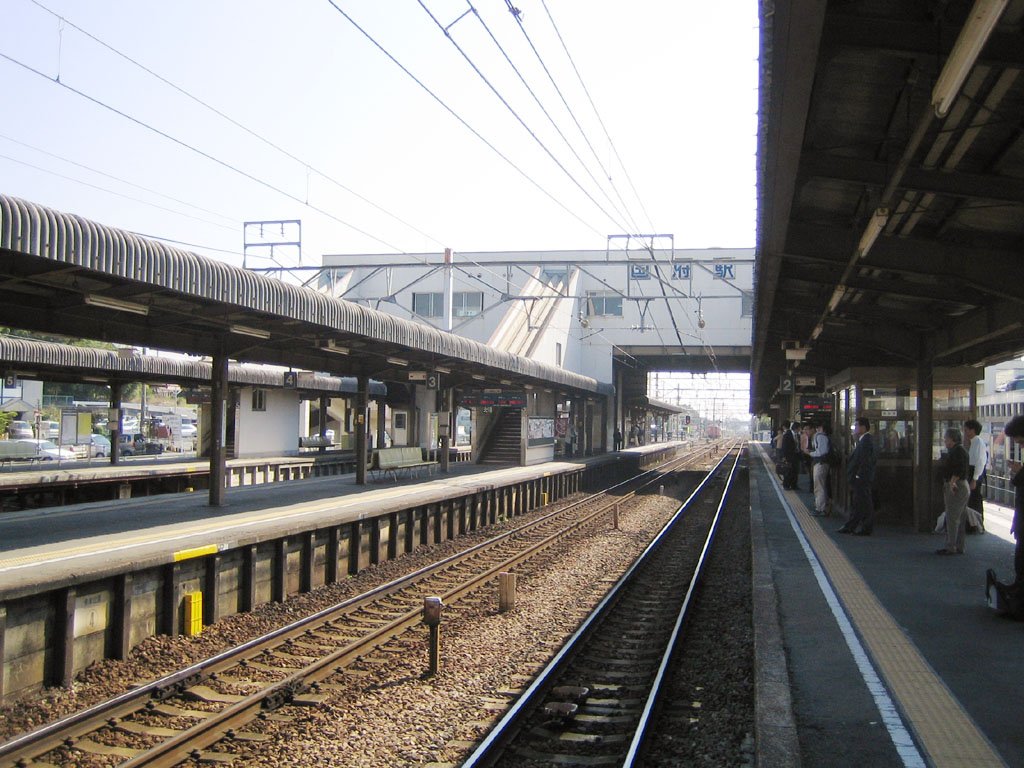
Blick auf die Bahnsteige
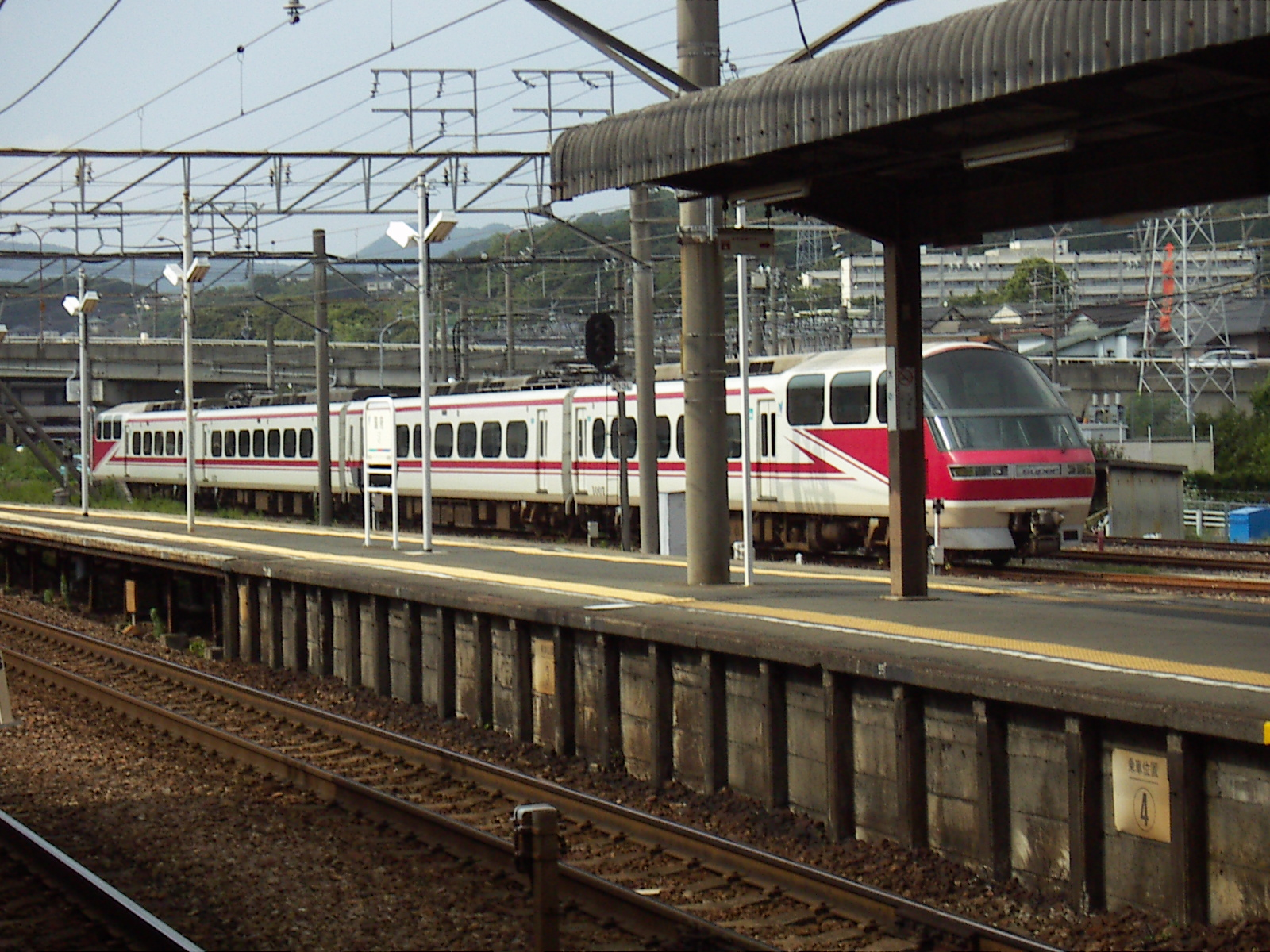
Triebzug der Baureihe 1000
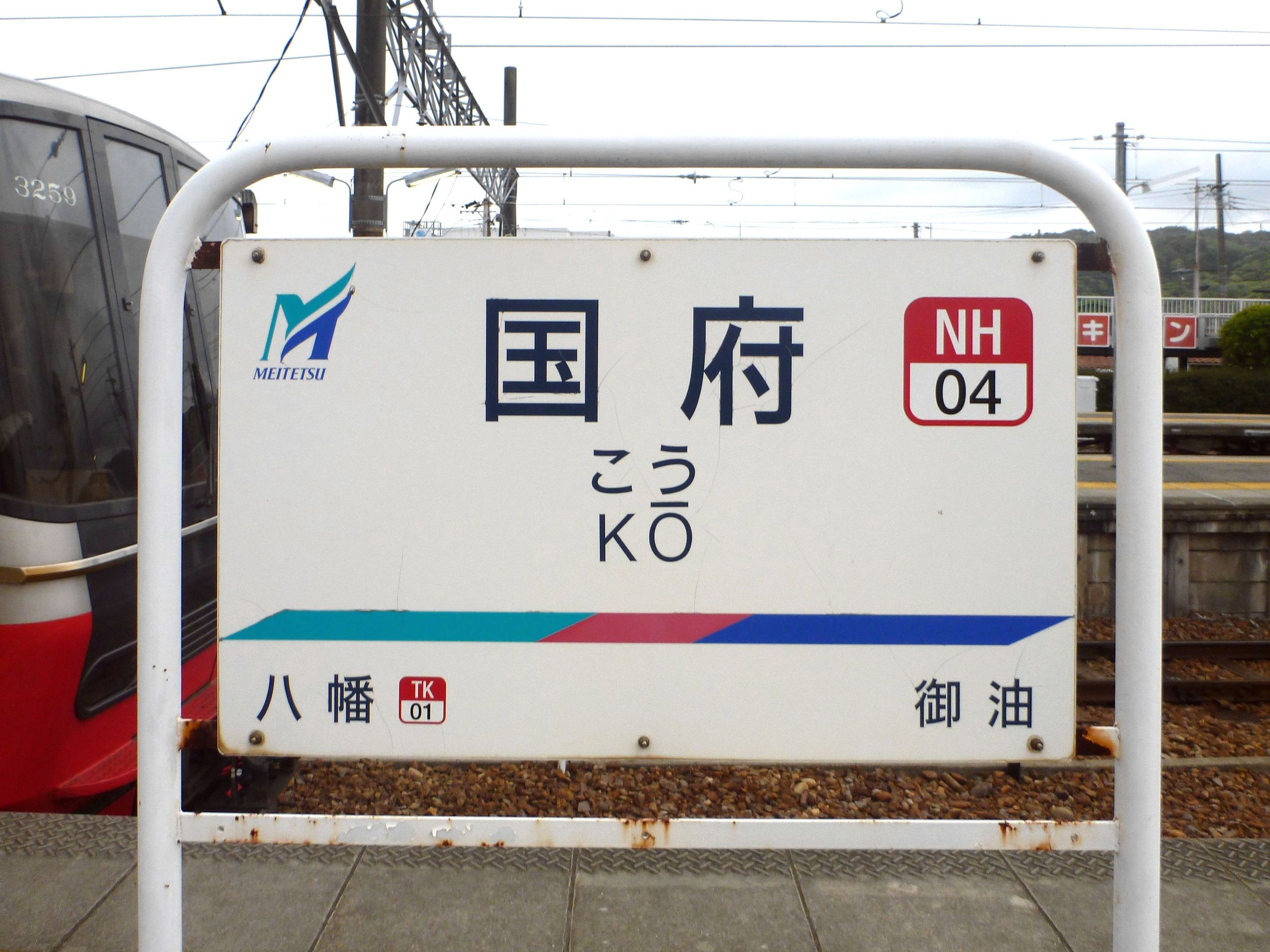
Bahnhofsschild

## Gleise

Gleisplan

| 1–2/ 5 | ▉ Nagoya-Hauptlinie       | Higashi-Okazaki • Chiryū • Kanayama • Meitetsu Nagoya • Meitetsu Gifu / Shin-Unuma |
| 3/4    | ▉ Nagoya-Hauptlinie       | Ina • Toyohashi                                                                    |
| 4/6    | ▉ Meitetsu Toyokawa-Linie | Toyokawa-Inari                                                                     |

## Linien
| Verlauf der Meitetsu Nagoya-Hauptlinie |
| --- |
| Toyohashi • Ina • Odabuchi • Kō • Goyu • Meiden Akasaka • Meiden Nagasawa • Motojuku • Meiden Yamanaka • Fujikawa • Miai • Otogawa • Higashi-Okazaki • Okazakikōen-mae • Yahagibashi • Utō • Shin-Anjō • Ushida • Chiryū • Hitotsugi • Fujimatsu • Toyoake • Zengo • Chūkyō-keibajō-mae • Arimatsu • Sakyōyama • Narumi • Moto Hoshizaki • Moto Kasadera • Sakura • Yobitsugi • Horita • Jingū-mae • Kanayama • Sannō • Meitetsu Nagoya • Sakō • Higashi-Biwajima • Nishi-Biwajima • Futatsu-iri • Shinkawa-bashi • Sukaguchi • Marunouchi • Shin-Kiyosu • Ōsato • Okuda • • Kōnomiya • Shima-ujinaga • Myōkōji • Meitetsu Ichinomiya • Imaise • Iwato • Shin-Kisogawa • Kuroda • Kisogawa-zutsumi • Kasamatsu • Ginan • Chajo • Kanō • Meitetsu Gifu |

| Verlauf der Meitetsu Toyokawa-Linie                 |
| --------------------------------------------------- |
| Kō • Yawata • Suwachō • Inariguchi • Toyokawa-Inari |

## Geschichte
Die Bahngesellschaft Aichi Denki Tetsudō (Aiden) eröffnete den Bahnhof am 1. April 1926, zusammen mit dem von Higashi-Okazaki nach Ina führenden Teilstück der später so bezeichneten Nagoya-Hauptlinie. Um nach Toyohashi zu gelangen, war jedoch mehr als ein Jahr lang ab Ina ein Umweg über Kozakai erforderlich, wo auf die Iida-Linie umgestiegen werden musste. Die Inbetriebnahme der Verzweigung Hirai am 1. Juni 1927 ermöglichte es den Aiden-Zügen, direkt nach Toyohashi zu gelangen. 1935 fusionierte die Aiden mit der Meigi Tetsudō zur Meitetsu. Diese wiederum eröffnete am 18. Februar 1945 den ersten Abschnitt der Meitetsu Toyokawa-Linie von Kō nach Suwachō. 1965 gab sie hingegen den Güterumschlag auf. Am 23. Dezember 1987 nahm sie den neuen Reiterbahnhof in Betrieb, der das bisherige Empfangsgebäude ersetzte. 2008/09 führte sie Anpassungen durch, um die Barrierefreiheit zu ermöglichen, darunter den Einbau von Aufzügen.